# Friedrich von Raumer
Friedrich Ludwig Georg von Raumer (14. května 1781, Wörlitz v Sasku-Anhaltsku – 14. června 1873, Berlín) byl německý právník, historik, publicista a politik. Působil jako profesor na univerzitách ve Vratislavi a Berlíně. V letech 1818–1819 a 1842–1843 byl na vratislavské univerzitě rektorem.

## Život

### Mládí a studia
Narodil se roku 1781 do rodiny místního vládního úředníka Georga Friedricha von Raumer a jeho ženy Charlotty. Navštěvoval berlínské Joachimsthalské gymnázium, kde také odmaturoval. Dále se věnoval studiu práva, administrativy a historie na Univerzitě Georga Augusta v Göttingenu a následně na Univerzitě Martina Luthera v Halle.
Po ukončení studií v roce 1801 se stal referentem a následně roku 1804 řádným přísedícím u kurmarkské komory. Od srpna 1806 do května 1809 působil jako vedoucí jednoho z oddělení komory v braniborském městě Königs Wusterhausen.
Roku 1809 odešel do Postupimi, kde se o rok později stal úředníkem na ministerstvu financí a následně byl zvolen do pruské vlády – do kabinetu premiéra Hardenberga. Během působení ve vládě doprovázel premiéra na několika zahraničních cestách. Kvůli svým liberálně-reformátorským názorům se dostával do konfliktů s ostatními úředníky a z vlády odešel.

### Vědecká apedagogická činnost
V roce 1811 získal doktorát z humanistických věd na Ruprechto-Karlově univerzitě v Heidelbergu a ve stejném roce odešel do Vratislavi a stal se profesorem politologie a dějepisu na tamější nově vzniklé univerzitě. V letech 1818–1819 a 1842–1843 byl na této univerzitě rektorem. Mezitím absolvoval řadu studijních cest po Německu, Švýcarsku a Itálii.
Od roku 1819 působil na Univerzitě Fridricha Viléma v Berlíně, kde byl rektorem v letech 1822–1823 a 1842–1843 (v tomto akademickém roce zastával zároveň funkci rektora ve Vratislavi). Dále byl také děkanem na filozofické fakultě univerzity ve Vratislavi a nějakou dobu vykonával funkci tajemníka Pruské akademie věd. V tomto období podnikl cesty do Francie (1830), Velké Británie (1835), Itálie (1839) a USA (1844). Poznatky z těchto cest následně publikoval ve svých vědeckých pracích. Roku 1853 odešel do emeritury.

### Politická činnost
Roku 1844 byl zvolen poslancem Frankfurtského sněmu za středopravicovou stranu Deutsche Zentrumspartei, která prosazovala sjednocení Německa pod nadvládou Pruska. Jako vyslanec arcivévody Jana Habsbursko-Lotrinského byl vyslán do Paříže. Také byl v čele výpravy k pruskému králi Fridrichu Vilémovi, která mu měla nabídnout německou císařskou korunu. Po rozpuštění Frankfurtského sněmu se vrátil do Berlína a stal se členem horní komory pruského parlamentu.
Zemřel roku 1873 v Berlíně a je pohřben na hřbitově ve čtvrti Kreuzberg.

## Dílo

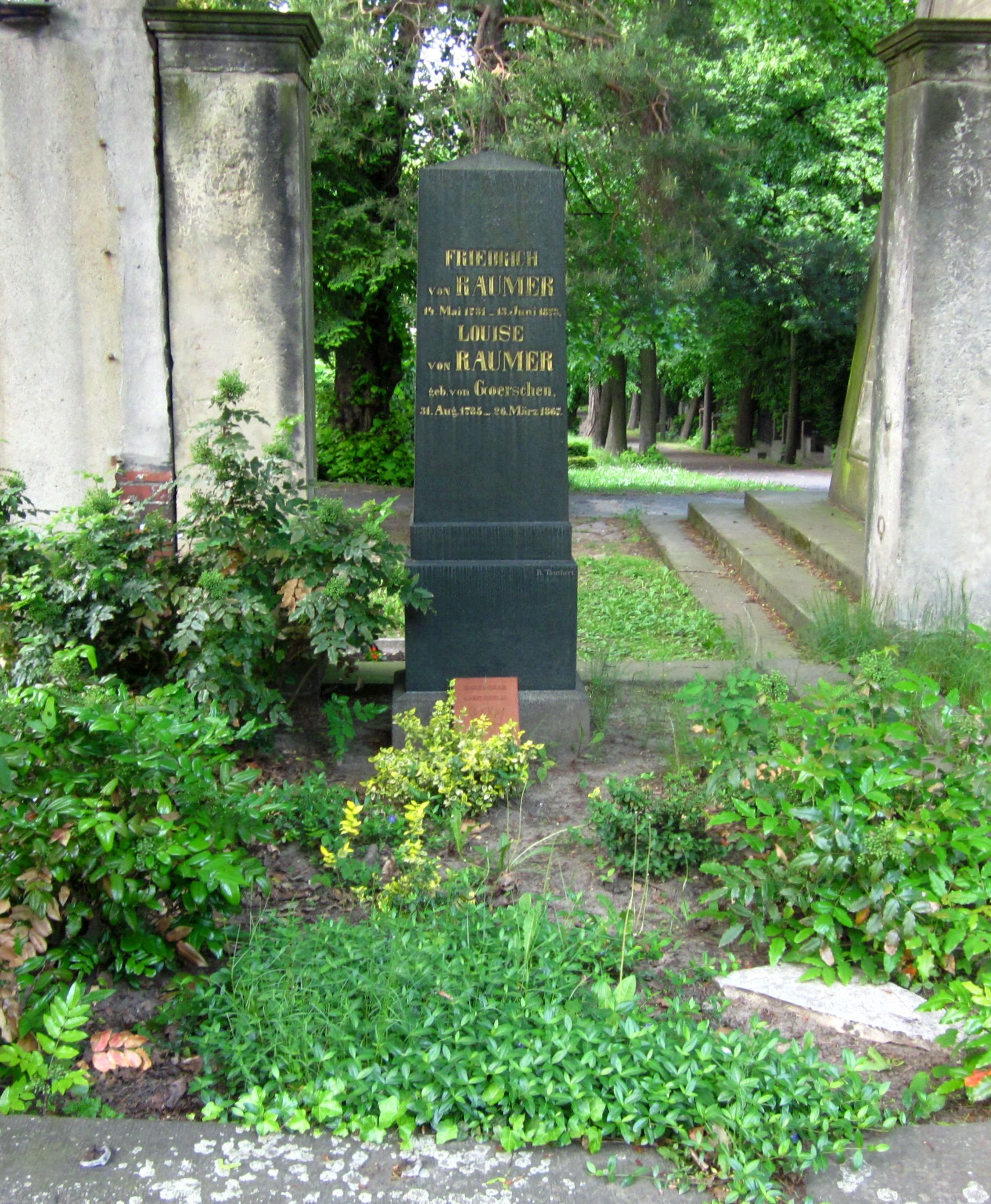
hrob Fridicha von Raumer

Ve svých vědeckých pracích se specializoval zejména na oblast historie, práva, administrativy a politologie. Jeho nejvýznamnějšími pracemi jsou Geschichte der Hohenstaufen und ihrer Zeit (1823–25, digitalizováno) a Geschichte Europas seit dem Ende des 15ten Jahrhunderts (1832–50, digitalizováno).
- 1806 – Sechs Dialoge über Krieg und Handel, první vydané dílo[7], digitalizováno
- 1810 – Das britische Besteuerungssystem
- 1813 – Handbuch merkwürdiger Stellen aus den lateinischen Geschichtschreibern des Mittelalters, digitalizováno
- 1816 – Herbstreise nach Venedig, digitalizováno
- 1821 – Vorlesungen über die alte Geschichte, digitalizováno
- 1826 – Über die geschichtliche Entwickelung der Begriffe von Recht, Staat und Politik, digitalizováno
- 1828 – Über die preußische Städteordnung, digitalizováno
- 1831 – Briefe aus Paris zur Erläuterung der Geschichte des 16. und 17. Jahrhunderts, digitalizováno
- 1836–1839 – Beiträge zur neuern Geschichte aus dem Britischen Museum und Reichsarchiv, digitalizováno: svazek 1, svazek 2, svazek 3
- 1845 – Die Vereinigten Staaten von Nordamerika, digitalizováno
- 1849 – Briefe aus Frankfurt und Paris 1848–1849digitalizováno
- 1860 – Historisch-politische Briefe über die geselligen Verhältnisse der Menschen digitalizováno
- 1861 – Lebenserinnerungen und Briefwechsel, digitalizováno
- 1864–66 – Handbuch zur Geschichte der Litteratur, digitalizováno
- 1869 – Litterarischer Nachlaß

V roce 1830 začal společně s Fridrichem Brockhausem vydávat sérii Historisches Taschenbuch (digitalizováno). Po roce 1871 v jejím vydávání pokračoval Wilhelm Heinrich Riehl.

## Ocenění a pocty

### Členství ve vědeckých společnostech
zdroj
- Bavorská akademie věd (1830)
- Královská švédská akademie věd
- Turínská akademie věd
- Glasgowská akademie věd
- čestný člen Královské společnosti
- čestný člen vědeckého výboru Německého národního muzea

### Pocty
- nositel řádu Pour le Mérite[5]
- nositel Maxmiliánova řádu pro vědu a umění
- od roku 1955 nese jeho jméno knihovna v Kreuzbergu (Friedrich-von-Raumer-Bibliothek)